# 三里屯酒吧街

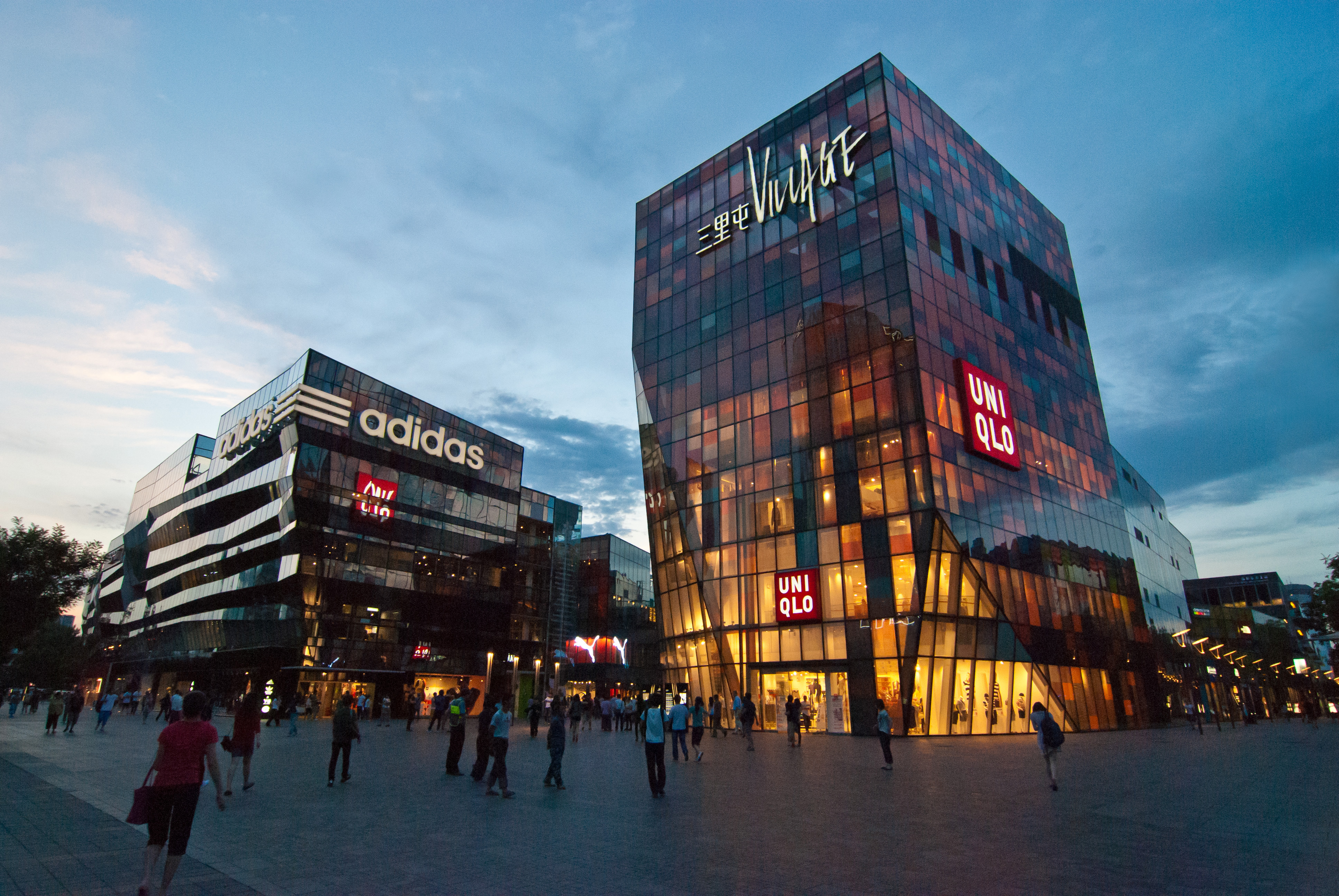
三里屯太古里

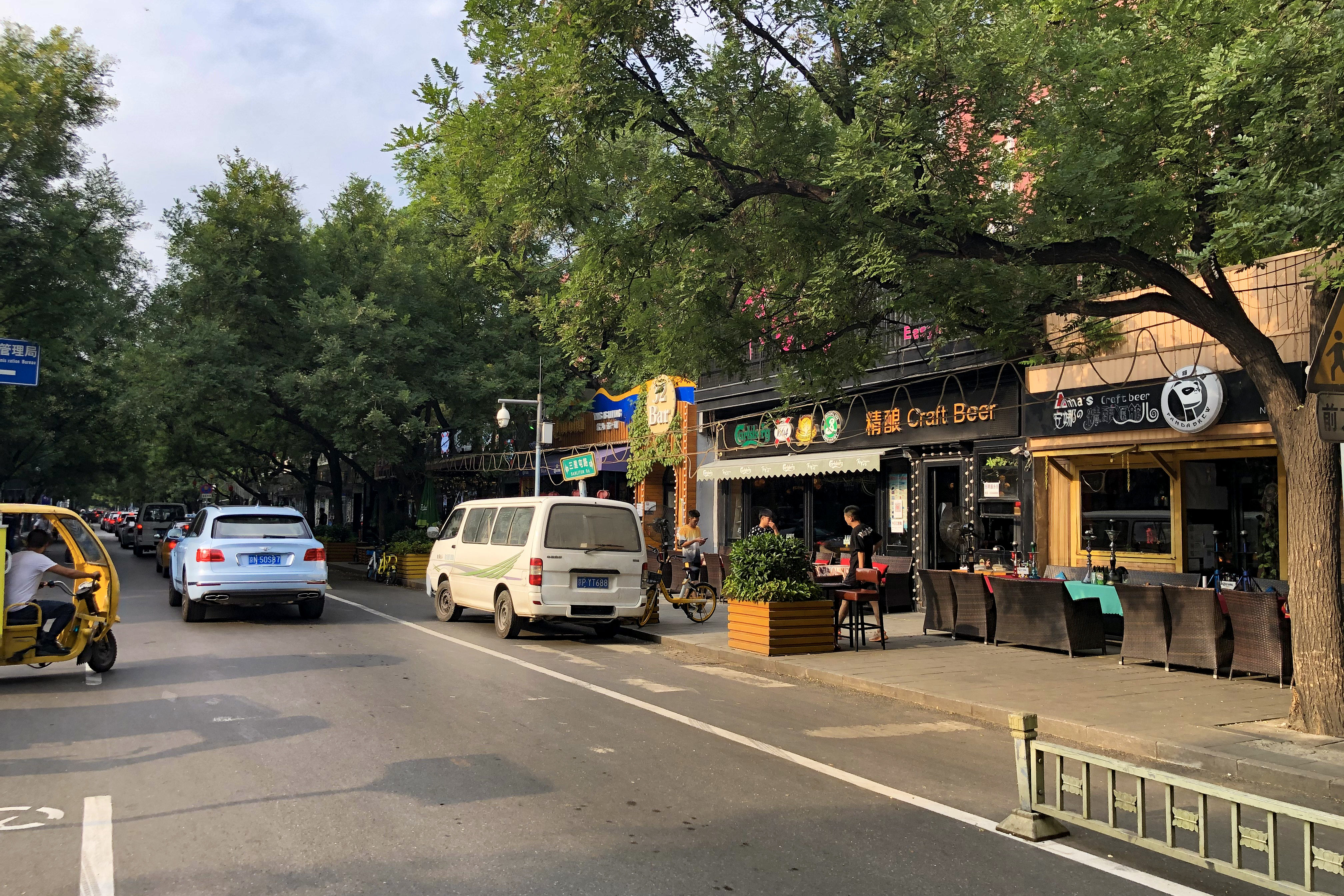
三里屯內的酒吧街

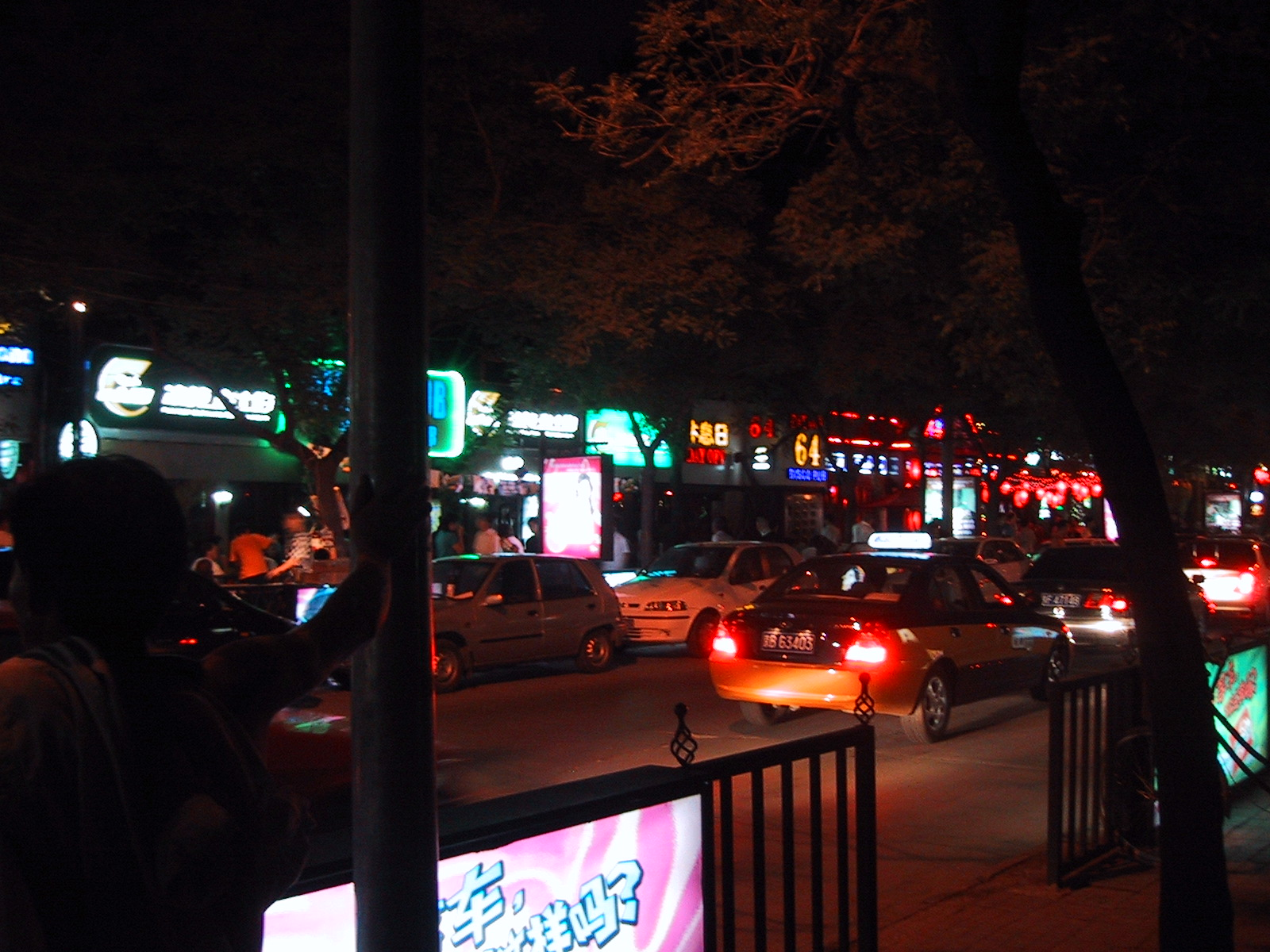
三里屯的夜晚，摄于2005年

三里屯酒吧街，简称三里屯，是位于中國北京市朝阳区三里屯北路东侧，工人体育场东，以酒吧众多和特色而出名的一条酒吧街，第一家酒吧成立于1983年。因为在北京使馆区内，所以吸引很多外国人来这里放松。

## 歷史
三里屯原为距北京城墙三里地的农舍，因而得名「三里屯」。附近原有老恭亲王与多尔衮的陵墓，由于年代久远而损坏。1952年，北京工业学校（现北京机电研究院）、北京舞蹈学校和北京师范学校迁来此处。1950年代中后期，由于北京开始进行大规模城市建设，许多拆迁户迁至至此地，建立了“幸福村”。其后随着居民人口的增多，先后修建了北京市第八十中学、朝阳医院以及三里屯小学、三里屯一中和三里屯二中。1960年代初期，周恩来总理将此处辟为北京第二使馆区并开始兴建，众多外交公寓相继落成。随着使馆区的兴建，三里屯日益繁华。在1980年代初期，中国第一家合资饭店“兆龙饭店”在此开业。尔後，北京第一間酒吧開設於三里屯南街，1995年三里屯北街開設第一家酒吧，隨後酒吧區逐漸成名。
在2008年7月19日，蘋果公司在中國北京三里屯Village開設了中國境內第一間（同時也是亞洲第二間）直營店。
在后海酒吧街、南锣鼓巷等新兴酒吧街的竞争下，三里屯酒吧街已远不如2000年代初期火爆，但仍不失为北京市内一处热闹的夜间休闲场所。在此背景下，当局推出新三里屯计划，力图以“购物休闲”作为新特色，其中不仅包括了早已在外国旅游团中人气极旺的三里屯雅秀服装市场，也包括在三里屯北街西侧由香港太古地產發展的综合休闲购物商场三里屯太古里。此外，位于三里屯南街西侧，适于商住两用的三里屯SOHO即将落成，北京著名的相声团体德云社，也已在酒吧街南街西侧开设了分会场。在三里屯酒吧街周边，还分布着太平洋百货、凯富温泉俱乐部、3.3商厦、中国红街、幸福广场等购物休闲场所。
2022年末，三里屯酒吧街各酒吧老板收到了要求他们在2023年1月31日前清空并搬离房屋的房屋告知书。此后官方回应称三里屯酒吧街即将启动建筑物隐患消除工程并进行升级改造，未来将继续保留酒吧街品牌。

## 环境
三里屯酒吧街位于各国使馆及各国际机构驻京机构云集的朝阳区北京第二使馆区内，由此，“外国人很多”已成为该酒吧街一大特色，白领职员、传媒工作者、演艺界人士、潮人也逐渐来往于此。
狭义的“三里屯酒吧街”只包括三里屯北街和三里屯南街，广义的“三里屯酒吧街”则泛指以三里屯为中心的整片地区（北至新源里，西至幸福村，东至东三环，南至东大桥），其中亦散布不少零星酒吧。